# Mulberry (Oklahoma)
Pour les articles homonymes, voir Mulberry.
Mulberry est une census-designated place du comté d'Adair, dans l'État d'Oklahoma, aux États-Unis,. En 2020, elle compte une population de 96 habitants.